# Perforaatje
Het Lophomma punctatum (tên tiếng Anh: perforaatje) là một loài nhện trong họ Linyphiidae.
Loài này thuộc chi Lophomma. Lophomma punctatum được John Blackwall miêu tả năm 1841.